# Яременко Олександр Степанович
Олександр Степанович Яременко - заступник голови Рахункової палати України (з березня 2005).

## Біографія
Народився 31 жовтня 1954 (смт Дмитрівка, Бахмацький район, Чернігівська область); українець.
Освіта: Київський інститут народного господарства, планово-економічний факультет (1975-1979), економіст.
- 09.-11.1972 — механізатор, колгосп ім. Н. К. Крупської, смт Дмитрівка.
- 11.1972-11.1974 — служба в армії.
- 12.1974-07.1975 — слухач підготовчого відділення, 09.1975-06.1979 — студент Київського інституту народного господарства.
- 08.1979-09.1982 — ревізор, старший ревізор Українського респ. гол. управління Держтрудощадкас УРСР.
- 10.1982-08.1991 — старший економіст, провідний економіст, начальник підвідділу, заступник начальника відділу Держплану УРСР, Держкомекономіки УРСР.

## Державна діяльність
- 08.1991-07.1995 — начальник відділу, начальник зведеного відділу політики доходів та соціального захисту населення, 07.1995-03.2000 — заступник Міністра, Міністерство економіки України[2][3].
- 03.2000-02.2002 — радник Прем'єр-міністра України[4][5].
- 02.2002-07.2003 — заступник Державний секретаря[6][7], 07.2003-04.2005 — заступник Міністра, Міністерство фінансів України[8][9].
- 2011—2012 — в.о. Голови рахункової палати України.

## Службовий ранг
Державний службовець 2-го рангу (08.2005), 1-го рангу (10.2007).

## Нагороди та почесні звання
- Почесна грамота Кабінету Міністрів України (2000, 12.2003)[12].
- Заслужений економіст України (11.2004).
- Орден «За заслуги» III ступеня (08.2008)[13].

## Джерело
- Рахункова палата України [Архівовано 4 серпня 2011 у Wayback Machine.]